# Xian de Yangyuan
Le xian de Yangyuan (阳原县 ; pinyin : Yángyuán Xiàn) est un district administratif de la province du Hebei en Chine. Il est placé sous la juridiction de la ville-préfecture de Zhangjiakou.

## Démographie
La population du district était de 269 246 habitants en 1999.